# Alepes
Alepes – rodzaj ryb z rodziny ostrobokowatych.

## Klasyfikacja
Gatunki zaliczane do tego rodzaju:

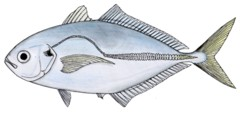
Alepes apercna
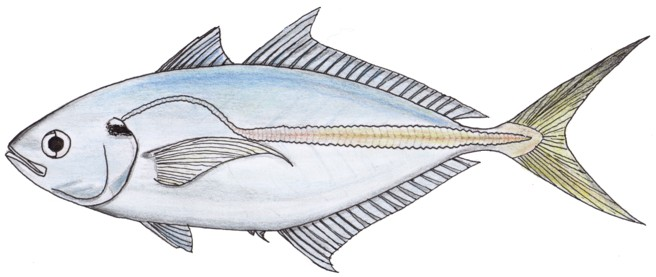
Alepes djedaba – alepa złotopłetwa
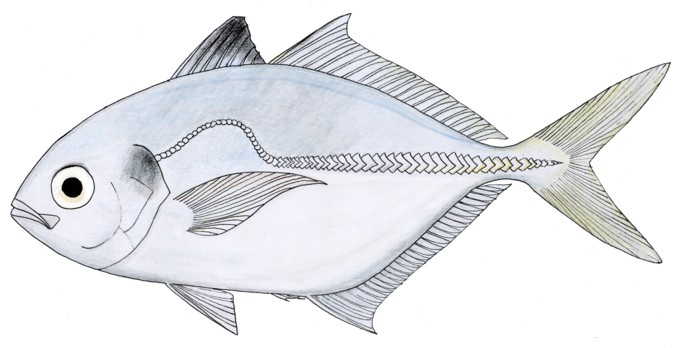
Alepes kleinii – alepa kala
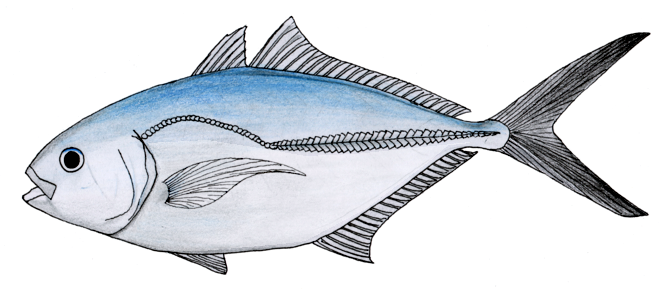
Alepes melanoptera
- Alepes vari

- Alepes apercna
- Alepes djedaba
- Alepes melanoptera
- Alepes vari